# Sielsowiet Soczewki
Sielsowiet Soczewki (biał. Сачыўкаўскі сельсавет, Saczyukauski sielsawiet; ros. Сочивковский сельсовет) – sielsowiet na Białorusi, w obwodzie brzeskim, w rejonie janowskim, z siedzibą w Soczewkach.

## Demografia
Według spisu z 2009 sielsowiet Soczewki zamieszkiwało 1425 osób, w tym 1347 Białorusinów (94,53%), 55 Ukraińców (3,86%), 19 Rosjan (1,33%), 2 Polaków (0,14%) i 2 osoby innych narodowości.

## Geografia i transport
Sielsowiet położony jest na Polesiu, na Zahorodziu, w środkowozachodniej części rejonu janowskiego. Największą rzeką jest Niesłucha.
Południowym skrajem sielsowietu przebiega droga magistralna M10.

## Miejscowości
- agromiasteczko:
  - Soczewki
- wsie:
  - Berezlany
  - Kleszcze
  - Klonki Nowe
  - Klonki Stare
  - Krzywica
  - Kulaki
  - Starosiele
  - Strzelna
  - Syczewo